# Énésidème
Énésidème ou Ænésidème (en grec ancien Αἰνησίδημος / Ainêsídêmos) est l'un des plus grands philosophes sceptiques de l'Antiquité, fondateur du néo-pyrrhonisme. Il vécut entre 80 av. J.-C. et 10 av. J.-C.

## Biographie
Nous avons peu de renseignements sur sa vie. Ænésidème serait né à Cnossos en Crète  ou, plus vraisemblablement, à Aeges (o Ainêsidemos o ex Aigôn).
Étant donné l'incertitude de ses dates de naissance et de mort (entre 80 av. J.-C. et 130 ap.), nous ne savons pas si Ænésidème faisait partie des anciens sceptiques ou s'il fut un nouveau pyrrhonien, contemporain de la renaissance de cette école. Selon Aristoclès, il fut professeur à Alexandrie. Il semble avoir fait partie de l'Académie, puis la quitta en critiquant son dogmatisme. Néanmoins, des témoignages font de lui un partisan d'Héraclite, philosophe dogmatique. Il est, à ce titre, un témoin original et important de l'héraclitéisme.
Il serait le fondateur du néo-pyrrhonisme (ce qui irait donc contre la thèse qui veut qu'il serait à rapprocher des anciens sceptiques) et l'auteur de commentaires sur Pyrrhon, dont nous avons une analyse et des extraits par l'intermédiaire de Photios Ier de Constantinople. Selon ce dernier, cette œuvre est dédiée à L. Tubéron, un académicien contemporain et ami de Cicéron, ce qui confirmerait la thèse affirmant qu'Ænésidème fait partie du nouveau scepticisme (ce dont Cicéron, étrangement, ne parle pourtant pas, ou par allusions difficiles à éclaircir). Dans cet ouvrage, Ænésidème voulait montrer que l'on ne peut rien connaître avec certitude, et que l'on doit s'abstenir de toute affirmation. Il y exposerait également les dix tropes principaux du scepticisme qui permettent de parvenir à la suspension du jugement, et d'autres concernant la causalité.

## Les tropes
Sextus Empiricus attribue ces tropes (ou modes, en grec, τρóποι tropoi, τóποι topoi et λóγοι logoi) à Ænésidème. Cependant, il se peut qu'ils soient plus anciens et qu'il se soit contenté de les systématiser ou de les mettre en ordre. Sextus les expose en détail dans le livre I des Esquisses pyrrhoniennes.
Ces tropes sont également exposés par Diogène Laërce (IX, 79) dans un ordre différent. Leur but est de parvenir à la suspension du jugement (ἐποχή, epokhè).

« Le premier [mode] se fait d'après la variété des animaux, le deuxième d'après la différence entre les humains, le troisième d'après les différentes constitutions des organes des sens, le quatrième d'après les circonstances extérieures, le cinquième d'après les positions, les distances et les lieux, le sixième d'après les mélanges, le septième d'après la quantité et la constitution des objets, le huitième d'après le relatif, le neuvième d'après le caractère continu ou rare des rencontres, le dixième d'après les modes de vie, les coutumes, les lois, les croyances aux mythes et les suppositions dogmatiques. »

— Esquisses pyrrhoniennes, livre I, 36–37, traduction P. Pellegrin.

### Explications des tropes
1. Diversité des animaux
« Qu'il y a des choses utiles ou nuisibles à nos vies. Mais pour chaque créature, ce qui est nuisible ou utile diffère. La caille s'engraisse avec la ciguë, laquelle est mortelle à l'homme. »
2. Différences entre les hommes
« Que la nature est un continuum traversant toutes les créatures. Mais Démophon, le maître d'hôtel d'Alexandre le Grand, se réchauffait à l'ombre et grelottait de froid au soleil. Aristote nous apprend qu'Andron d'Argos pouvait traverser le désert sans boire d'eau. »
3. Diversité des sens
« Que la perception est totale. Mais nous voyons le jaune d'une pomme, respirons son parfum, goûtons sa douceur, sentons son poli, sentons son poids dans notre main. »
4. Circonstances
« Que la vie est uniforme et le monde toujours le même. Mais le monde d'un homme malade ne ressemble pas à celui d'un homme robuste. Notre état d'esprit est différent selon que nous dormons ou que nous sommes éveillés. La joie et le chagrin changent tout pour nous. Le jeune homme s'avance dans un monde différent de celui du vieillard. Le courage connaît des routes que la timidité ne peut deviner. Les affamés voient un monde inconnu des bien nourris. Périclès avait un esclave qui marchait sur le faîte des toits dans son sommeil sans jamais tomber. Dans quel monde vivent les fous, les avares, les malveillants ? »
5. Coutumes, la diversité des cultures
« Qu'il n'y a pas de réalité au-delà des conventions, de la loi, de la religion et de la philosophie. Mais chaque ensemble de croyances et d'attitudes voit les mêmes choses innocentes avec des yeux totalement différents. Un Perse peut en toute bienséance épouser sa fille, les Grecs considèrent qu'il s'agit du pire des crimes. Les Massagètes mettent toutes leurs femmes en commun. Les Égyptiens embaument leurs morts dans les épices et le goudron, les Romains brûlent les leurs, les Grecs les enterrent. »
6. Mélanges, influence des milieux
« Que les choses ont des identités en elles-mêmes. Mais toute chose varie selon le contexte. La pourpre n'a pas la même teinte près du rouge et près du vert, dans une pièce et en plein soleil. Une pierre est plus légère dans l'eau que hors de l'eau. Et la plupart des choses sont des mélanges dont nous ne pourrions pas reconnaître les éléments constitutifs. »
7. Situations, distances, lieux
« Que les objets dans l'espace sont évidents quant à leur position et leur distance. Mais le soleil, ce feu suffisamment grand pour chauffer la terre entière, paraît petit du fait de sa distance. Un cercle vu de biais est un ovale, de profil, une ligne. Des montagnes déchiquetées et grises paraissent, vues de loin, bleues et douces. La lune à son lever est beaucoup plus grande que la lune au zénith, pourtant elle n'a pas changé de taille. Un renard dans les broussailles ne ressemble pas du tout à un renard dans un champ. Qui pourrait décider de la forme d'un cou de colombe ? Toute chose est perçue comme une figure sur un fond, ou pas du tout. »
8. Quantités, le trop ou le trop peu
« Que la quantité et la qualité ont des propriétés qui peuvent être connues. Mais le vin, bu avec modération, fortifie, consommé avec excès, affaiblit. La rapidité est relative à d'autres vitesses. La chaleur et le froid ne sont connus que par comparaison. »
9. Fréquence, le rare ou le familier
« Qu'il y a des choses étranges et rares. Mais les tremblements de terre sont fréquents dans certaines parties du monde, la pluie est rare dans d'autres. »
10. Le relatif dans l'objet et dans la relation objet/sujet
« Que les relations entre les choses peuvent être énoncées. Mais la droite et la gauche, l'avant et l'arrière, le haut et le bas, dépendent d'une infinité de variables, et la nature du monde est que tout est toujours changeant. La relation d'un frère à une sœur n'est pas la même que d'un frère à un frère. Qu'est-ce qu'une journée ? Tant d'heures ? Tant de lumière solaire ? Le temps entre deux minuits ? »

## Critique de la vérité, de la causalité et de la théorie des signes

### La vérité
Sextus Empiricus nous rapporte le raisonnement d'Ænésidème sur la vérité.
Qu'est-ce que le vrai ? Si le vrai est quelque chose, il est sensible ou intelligible, ou l'un et l'autre à la fois, ou ni l'un ni l'autre. Or :
- Le vrai n'est pas sensible, car il n'est ni un genre ni une espèce.
- Le vrai n'est pas non plus intelligible, car il n'aurait alors aucun rapport avec les choses sensibles.
- Il n'est pas non plus les deux à la fois, car ce serait contradictoire.

La conclusion est donc que ne pouvant pas nous prononcer sur la nature de la vérité, ni même sur la possibilité qu'elle existe, il faut suspendre notre jugement quant à son existence et sa nature.

### La causalité
Sextus Empiricus rapporte huit tropes relatifs à la causalité (I, 181–185) et les attribue à Ænésidème :

« Il dit que le premier est le mode selon lequel le genre de l'explication causale, qui se meut dans le domaine des choses obscures, ne reçoit pas de ce qui est apparent une confirmation sur laquelle on soit d'accord.

Le second est celui selon lequel, souvent, alors qu'il est très facile que ce que l'on cherche soit expliqué causalement de plusieurs façons, certains ne l'expliquent que d'une seule façon.

Le troisième est celui selon lequel aux choses ordonnées ils assignent des causes qui ne manifestent aucun ordre.

Le quatrième est celui selon lequel, quand ils ont saisi les choses apparentes comme elles arrivent, alors que les choses cachées se réalisent peut-être de la même manière que les choses apparentes, mais peut-être pas de la même manière mais d'une manière qui leur est propre.

Selon le cinquième, tous, pour ainsi dire, expliquent causalement selon leurs hypothèses propres concernant les éléments, mais pas selon les approches communes et admises.

Le sixième est celui selon lequel ils acceptent souvent ce qui est découvert par leurs propres principes, mais rejettent ce qui s'y heurte et qui a pourtant la même vraisemblance.

Le septième est celui selon lequel ils assignent souvent des causes qui contredisent non seulement les choses apparentes, mais aussi leurs propres hypothèses. Le huitième est celui selon lequel souvent, les choses qui semblent être apparentes et celles qui sont l'objet de recherche étant également objet d'aporie, ils expliquent ce qui est objet d'aporie à partir de ce qui est également objet d'aporie.

Mais Ænésidème dit aussi qu'il n'est pas impossible que certains aient manqué leur but dans les explications causales aussi en vertu de certains modes mixtes dérivés de ceux dont on vient de parler. »

— Esquisses pyrrhoniennes, livre I, 181–185, traduction P. Pellegrin.
La conclusion d'Ænésidème est que l'on ne peut connaître les causes et que l'on ne peut expliquer les effets (i.e. les phénomènes) par des causes. Les effets deviendraient alors des signes de la réalité des causes, comme dans le stoïcisme et l'épicurisme. Mais Ænésidème va tenter de réfuter cette théorie.
Ces huit tropes sont différents des dix précédemment évoqués, eux aussi rapportés par Sextus Empiricus (dans les Esquisses en I, 14), et attribués par lui à Énésidème dans Contre les logiciens, I, 345.

### Les signes
On ne peut donc, selon Ænésidème, connaître directement les causes. Mais les signes sont également inutiles :

« Au quatrième livre de son ouvrage, Ænésidème déclare qu'il n'y a pas de signes visibles révélant les choses invisibles, et que ceux qui croient à leur existence sont dupes d'une vaine illusion. »

— Myriobiblion, 170, B, 12, Photius
Sextus Empiricus rapporte le raisonnement d'Ænésidème :
- si les phénomènes apparaissent de la même manière à tous ceux qui sont semblablement disposés,
- et si les signes sont des phénomènes
- alors il faut que les signes apparaissent de la même manière à tous ceux qui sont semblablement disposés.

Ainsi, d'après ce raisonnement, les signes ne sauraient être des choses sensibles, ce qui réfuterait l'épicurisme. Sextus ne porte pas plus loin le raisonnement, et nous ne savons pas si Ænésidème réfute également l'idée que les signes sont des choses invisibles.

## La morale
La morale d'Ænésidème ne semble pas différer de celle de Pyrrhon et de Timon de Phlionte. En effet, l'ataraxie, d'après Diogène Laërce, est pour lui le bien qui découle de l'épokhè. Il reprochait aux Académiciens de définir le bien et le mal et s'opposait à la morale stoïcienne ; ainsi, selon lui, n'y a-t-il aucun bien suprême, car ce bien n'est ni le bonheur, ni le plaisir, ni la sagesse (Photius, cod. 212). L'ataraxie est un bien purement pratique, qui n'a aucun rapport avec l'essence du bien et du mal, mais elle semble néanmoins être une sorte de bonheur, comme dans la doctrine d'Epicure.

## Œuvres attribuées à Ænésidème
Par Sextus Empiricus (Contre les professeurs, VIII, 215), Diogène Laërce (IX, 78, 106 et 116) et Aristoclès (in Eusèbe de Césarée, Préparations évangéliques, XIV, 18, 11 et 16), nous savons qu'Ænésidème écrivit les livres suivants :
- Discours pyrrhoniens, huit livres (Πυρρώνειοι λóγοι Purrhôneoi logoi)
- Contre la sapience (Κατὰ σοφίας Kata sophias)
- Sur la recherche (Περὶ ζητήσεως Peri zêtêseôs)
- Esquisse introductive au pyrrhonisme (Ὑποτύπωσις εἰς τὰ Πυρρώνεια Hupotupôsis eis ta Purrhôneia), peut-être le premier livre des Πυρρώνειοι λóγοι
- Éléments (Στοιχειώσεις Stoikheiôseis)
- Première introduction

## Sources
- Sextus Empiricus :
  - Esquisses pyrrhoniennes,
  - Contre les mathématiciens : VIII, 40 ; VIII, 215 ; IX, 218 ;
- Diogène Laërce, Vies, doctrines et sentences des philosophes illustres [détail des éditions] (lire en ligne), Livre IX ;
- Eusèbe de Césarée, Préparation évangélique, XIV ;
- Photios, Bibliothèque [détail des éditions] [lire en ligne] (170 ; 212).